# 天津中环线
天津中环线是一个围绕天津市区的环城道路系统，于1986年6月20日完成。中环线全长34.494公里，路面宽度为40至50米，设计车速每小时60公里，共建有13座立交桥。

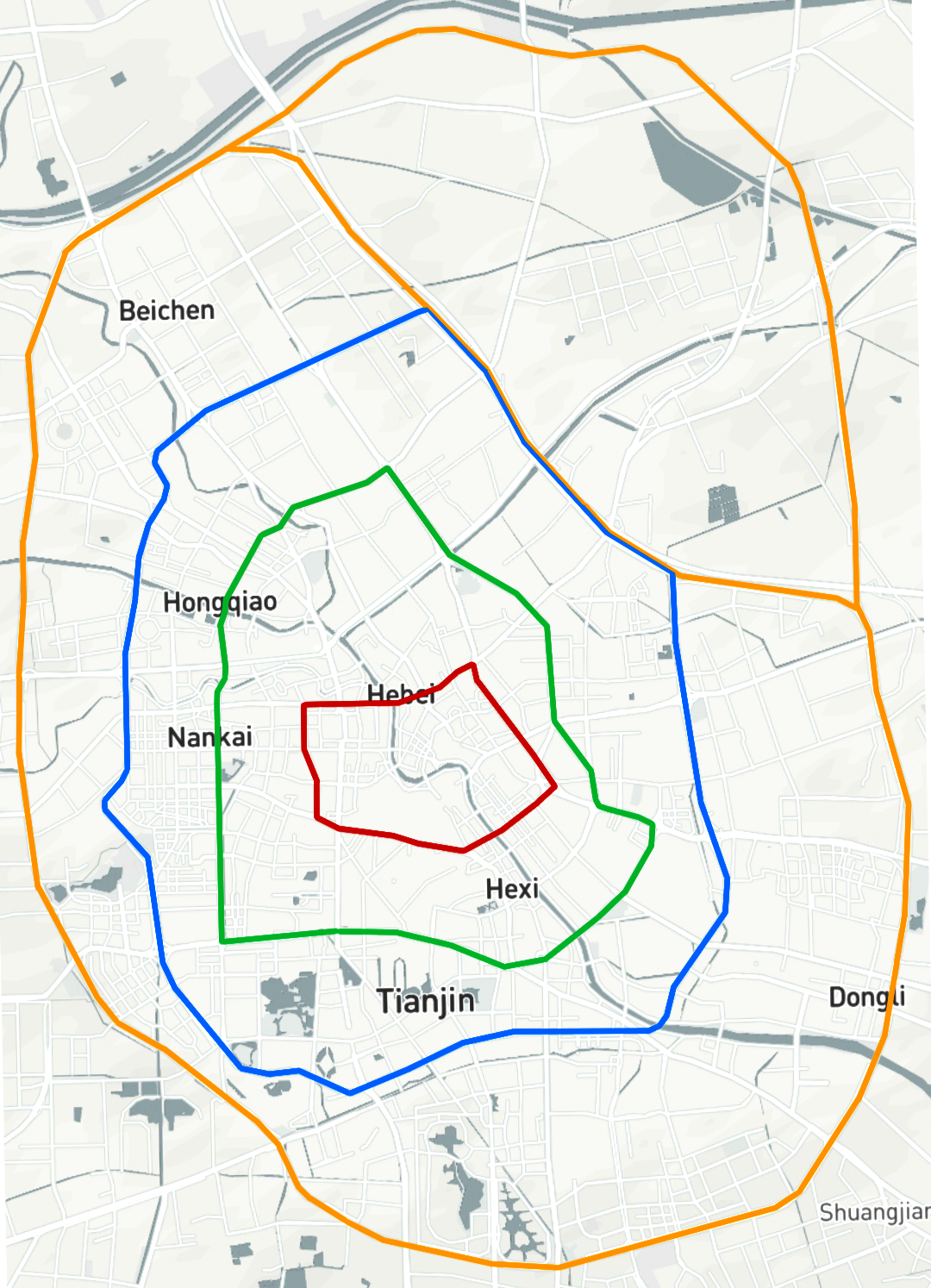
天津中环线

## 简介
天津中环线道路不是完全封闭的，在主要道路交汇处有很多红绿灯，加之车流量大，因此道路拥堵情况较为严重，沿途设自行车车道。自普济河道桥开始顺时针依次经过铁东路、育红路、红星路、津滨大道、东兴路、新围堤道、围堤道、吴家窑大街、复康路、红旗路、红旗北路、勤俭道、普济河道。

## 立交桥
- 普济河道立交桥
- 仓联庄立交桥
- 盐坨桥
- 民权门立交桥
- 顺驰桥
- 东风立交桥
- 东兴立交桥
- 中山门立交桥
- 光华桥
- 解放南路立交桥
- 八里台立交桥
- 王顶堤立交桥
- 长江道立交桥
- 南运河桥
- 西青道立交桥
- 子牙河桥
- 勤俭桥